# Лангтанг

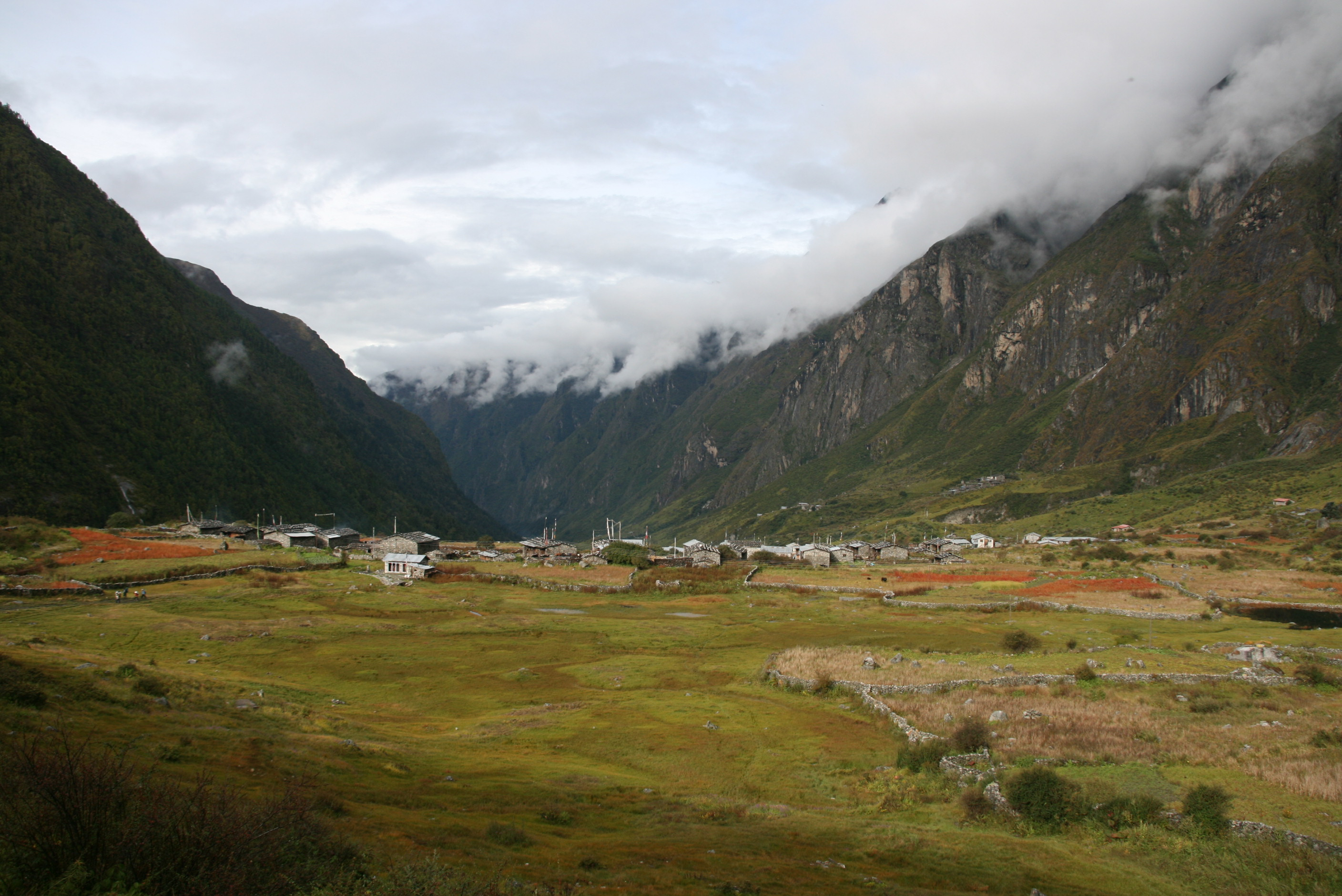
Село в долині Лангтанг

Лангтанг — гірський район Непалу на північ від Катманду, що примикає до Тибету.
Район оголошений національним парком. Найвищою гірською вершиною є Лангтанг Лірунг (7246m).
Лангтанг пов'язаний з Катманду автомобільною дорогою через Дунче до села Сьябру-бесі з автобусним сполученням. Далі прокладені стежки.
На схід до Лангтангу примикає гірський район Хеламбу.
Вхід на територію парку для іноземних туристів платний, в 2011 році становить 1000 рупій на дозвіл, та 1500 рупій на картку трекера.
.
Населення паркової зони — близько 4,500 чоловік, переважно таманги.
Клімат Лангтанга змінюється залежно від висоти, на низьких висотах — субтропічний, вище — альпійський. 25% територій парку покрито лісами. Розповсюджені сосни і рододендрони.
У лісовій зоні зустрічається ведмідь, панда та мавпи.

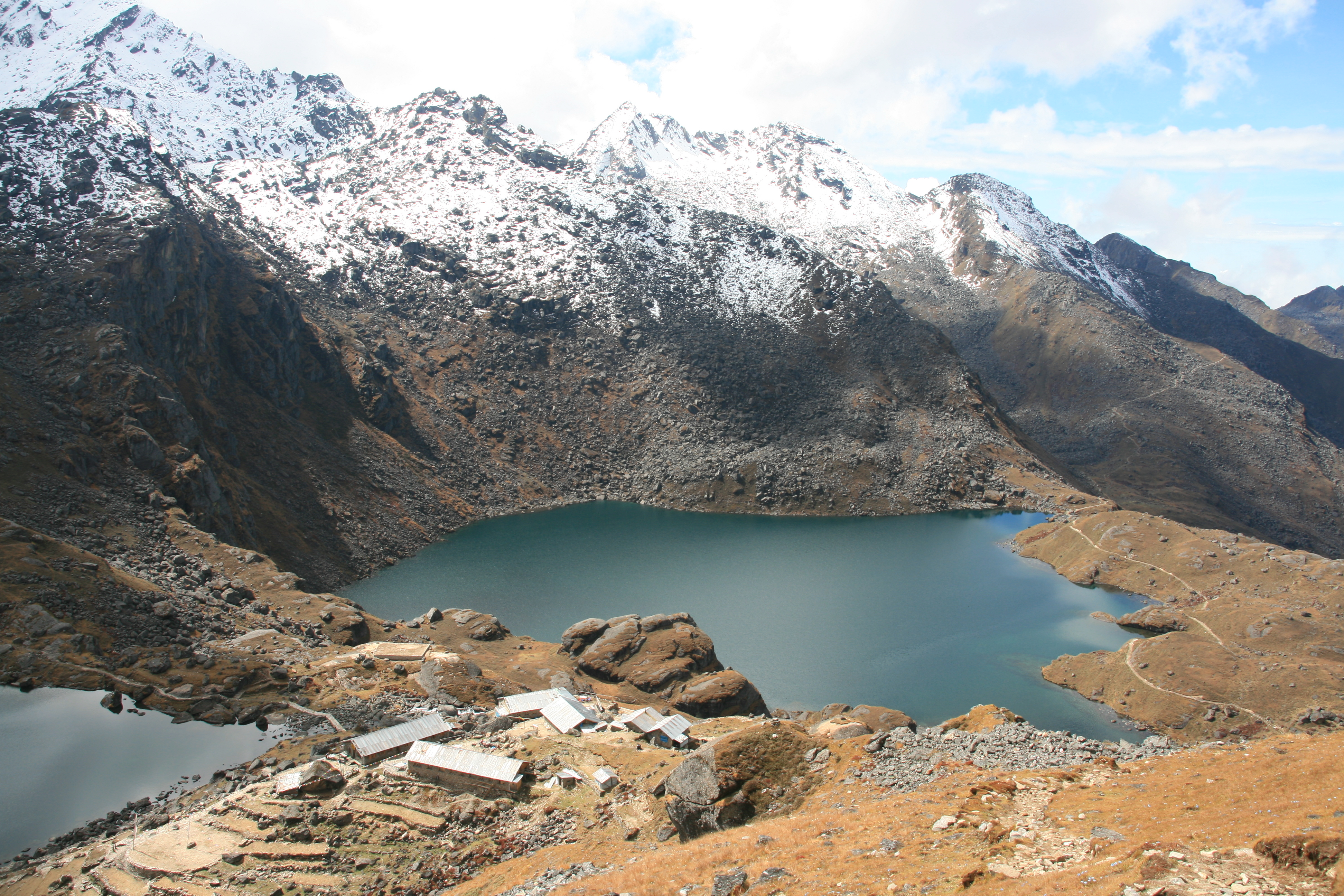
Озеро Госайкунда

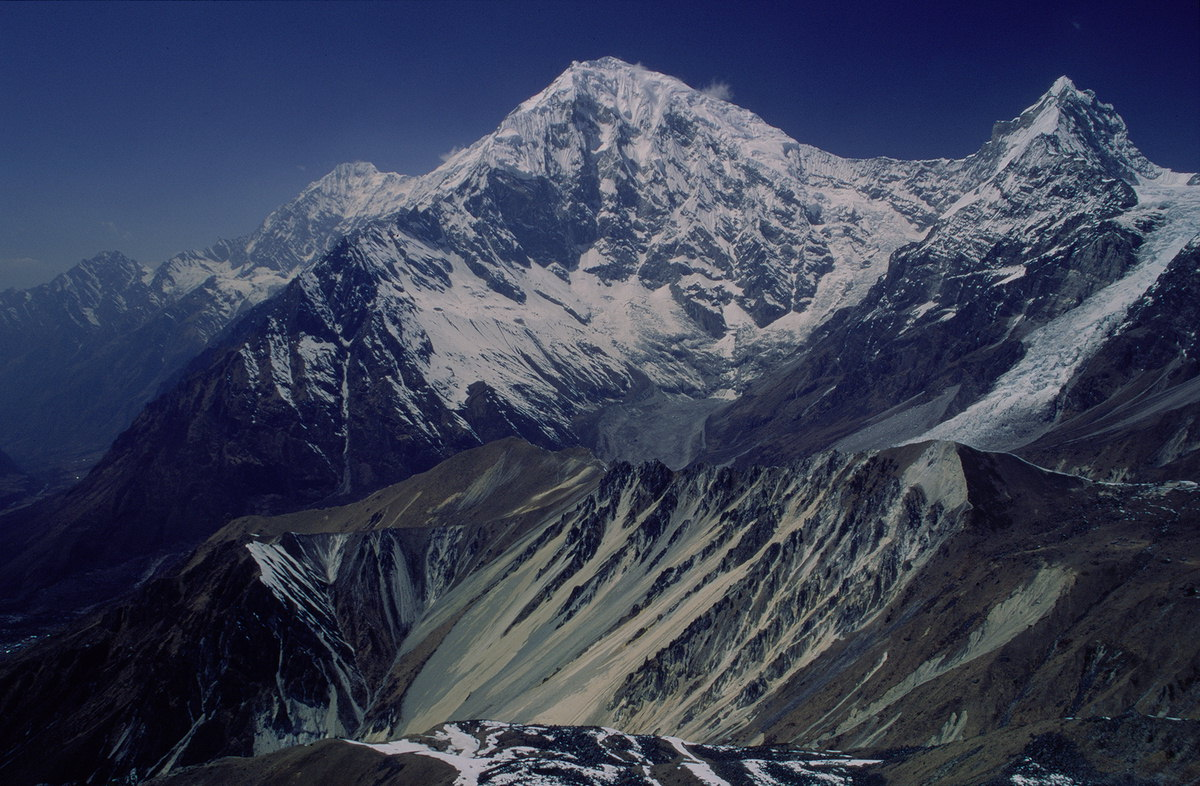
Гора Лангтанг Лірунг

На території національного парку прокладені стежки до буддійських і індуїстських місць паломництва, а також туристичні маршрути.
Уряд оголосив в 2011 році про проект будівництва кабельного підйомника між Дунче і озером Госайкунда — місце масового паломництва індуїстів.